# Diadeis
Diadeis est un groupe d'entreprise de création et production publicitaire.
La principale entité est Diadeis MK

## Histoire

### Berger-Levrault
Fondée à Strasbourg par Frédéric Guillaume Schmuck en 1676, l’imprimerie Berger-Levrault inscrit son histoire en parallèle de grands événements de l’histoire de France : on lui doit les impressions de l’armée de Napoléon à Austerlitz, des premiers ouvrages de De Gaulle ou encore du Journal Officiel de la Communauté Européenne de l’Acier et du Charbon (CECA), ancêtre de l’Union Européenne. C’est en 1957 que Berger-Levrault adopte une innovation technologique qui va révolutionner l’ancienne technique de mise en page au plomb : la photocomposition. Berger-Levrault est ainsi le premier utilisateur européen de la lumitype, inventée par deux français, René Higonnet et Louis Moyroud. Le premier ouvrage réalisé sur ce système est Le mariage de Figaro de Beaumarchais.
Cette nouvelle méthode industrielle fait du prépresse une activité autonome, séparée de l’imprimerie.

### AIS
En 1993, Berger-Levrault crée les filiales AIS pour l’ingénierie documentaire et GTI pour la prépresse et la numérisation. Elles réalisent notamment la structuration SGML (ancêtre de la norme XML) du TLF (dictionnaire « le Trésor de la Langue Française ») pour le compte de la BNF et du CNRS. Les deux activités fusionnent en 2000 sous le nom d’AIS, qui devient une société indépendante en 2003. Elle réalise d’importants travaux de numérisation et de traitement de données tels que la numérisation de la correspondance de Napoléon Bonaparte, la fabrication du Traité établissant une Constitution pour l’Europe en 21 langues pour parution au Journal Officiel de l’UE ou encore, dans le domaine de la numérisation cadastrale, l’assemblage numérique du plan cadastral français à l’échelle nationale.

### Diadeis
En 2006, AIS change de nom et devient Diadeis. L’entreprise continue à élargir son offre vers les secteurs de la production publicitaire (packaging, édition et marketing services) et de la numérisation patrimoniale (édition juridique, photographies, livres, plans et archives etc).
En septembre 2009, la société rachète Infotechnique, filiale du groupe Getronics, représentant 12 M€ et 80 personnes, devenant ainsi un des principaux acteurs du marché de la dématérialisation et de la numérisation patrimoniale en Europe.
Au même moment, elle renforce fortement son activité de plate-forme publicitaire par l’acquisition des sociétés Graphotec et Noelink, qui appartenaient précédemment au groupe Angelini, représentant un chiffre d’affaires de 9 M€ et 55 personnes.
En 2011, la société Diadeis cède ses activités de numérisation (numérisation patrimoniale, édition juridique et externalisation de processus documentaires) au groupe Numen et continue le développement européen de ses activités d'agence de production à travers l'ouverture d'une filiale à Barcelone.
En 2012 Fabrice Peltier et l’agence P’Référence rejoignent Diadeis. Créée en 1985, P’Référence compte à son actif plus de 10 000 créations de packagings. C'est l’agence française qui a reçu le plus de trophées Pentawards, la compétition mondiale de design packaging. 

## Métiers du groupe
Diadeis propose ses services pour la création, le prépresse et le print management, dans les métiers du packaging, des éditions marketing-commercial et des marketing services. Elle propose en particulier les prestations suivantes :
- suivi de la chaîne graphique et coordination de l’assemble des acteurs ;
- design et création (design graphique, design volume et innovation, conseil en communication, direction artistique, production photos, retouches créatives) ;
- gestion de la fabrication et suivi de la production (suivi des plannings, logistique, suivi des calages) ;
- exécution et photogravure ;
- développement et mise en place d’outils collaboratifs de publication cross-media (digital asset management, workflow, automates de mise en page multilingues, validation en ligne).

Diadeis compte comme clients PSA Peugeot Citroën et Renault pour de l’édition commerciale multilingue, Danone, Nestlé et Unilever pour la prépresse de packagings ou encore pour Kraft Foods et Waterman pour leurs supports de communication produits.

## Chiffres-clés
En 2010, Diadeis représente un chiffre d’affaires d'environ 30 M€ par an et emploie 250 salariés.
L'actionnaire principal de Diadeis est Jean-Charles Morisseau, son PDG.